# Märta Helena Reenstierna
Märta Helena Reenstierna, gift von Schnell, även känd som Årstafrun, född 16 september 1753 i Hovs socken i Älvsborgs län, död 12 januari 1841 på Årsta gård i Brännkyrka socken i nuvarande stadsdelen Årsta i Stockholms kommun, var en svensk herrgårdsägare och dagboksförfattare.

## Biografi
Märta Helena Reenstierna var dotter till löjtnanten Abraham Reenstierna och friherrinnan Catharina Maria von Köhler och gift med ryttmästaren Christian Henrik von Schnell (1733–1811). Reenstierna är känd för de dagböcker som hon skrev mellan 1793 och 1839, vilka finns bevarade i sin helhet i Nordiska museets arkiv i Stockholm. Sammanlagt fyller de 5 000 foliosidor. Ett urval ur dagböckerna är utgivna 1946–1953 som Årstadagboken.
”Denna dagbok, öfver de händelser som uti min lilla Sphère vid Årstad förekomma, tillika med väderlekens omskiften, för hvarje dag, Sysslor, främmande, resor, visiter, hälsa och opassligheter etc:”,
skrev hon själv nyårsdagen 1799. Dagboken ger en bra inblick i hur livet gestaltades för en herrgårdsfru, hennes familj och underlydande, samt aktuella händelser inom societetslivet under 1700-talets slut och tidigt 1800-tal. Med sina 14 500 väderobservationer ger den även värdefull kunskap om dåtidens klimat i Stockholmsområdet.
Årsta gård var en relativt välbärgad gård med ett tjugotal anställda och bland annat en stor tobaksodling. Årstafrun var gift med ryttmästaren Christian Henrik von Schnell och hon födde åtta barn, varav endast sonen Hans Abraham uppnådde vuxen ålder. Hon var vän till Carl Michael Bellman och hjälpte denne ett flertal gånger undan hans fattigdom och skulder.
Christian von Schnell (född 1733) dog 1811 och sonen Hans Abraham (född 1780) dog tragiskt i en drunkningsolycka 1812. Årstafrun skötte själv gården långt upp i åren och fortsatte skriva sin dagbok tills hon var nästan helt blind.
2008 upptäcktes den första kända bilden av Årstafrun, ett miniatyrporträtt signerat Jacob Henric Rönngren anno 1796.

## Eftermäle
Författaren Lars Widding använde Årstafruns dagböcker som källa och inspiration i ett antal historiska romaner, bland annat "På Årstafruns tid" (1969).
Årstafrun har en park namngiven efter sig i Årsta vid namn Årstafruns park. Parken är belägen vid korsningen Åmänningevägen/Årstavägen och korsningen Åmänningevägen/Bränningevägen.